# Коликъёган
Коликъёган (также Колекъёган) (устар. Колик-Ёган) — река в России, протекает по территории Нижневартовского района Ханты-Мансийского автономного округа, правый приток реки Вах. Длина реки — 457 км, площадь водосборного бассейна — 12 200 км². Средний расход воды — 110 м³/с.
Истоки в Сибирских Увалах. Основные притоки: Лунгъёган, Ай-Коликъёган, Ёкканъёган (левые), Охогригол (правый).

## Данные водного реестра
По данным государственного водного реестра России относится к Верхнеобскому бассейновому округу, водохозяйственный участок реки — Вах, речной подбассейн реки — бассейн притоков Оби (верхней) от Васюгана до Ваха. Речной бассейн реки — Обь (верхняя) до впадения Иртыша.